# The Only One
Pour les articles homonymes, voir Only One.
Singles de The Cure
Taking Off
(2004) Freakshow
(2008)
The Only One est une chanson du groupe britannique The Cure sortie en single le 13 mai 2008, premier extrait de l'album 4:13 Dream publié le 28 octobre 2008 sur le label Geffen Records. 
Le single se classe en tête des charts en Espagne, une première pour le groupe. Jared Leto de Thirty Seconds to Mars a réalisé un remix qui est sorti sur le EP Hypnagogic States.
Le groupe jouait la chanson en concert depuis octobre 2007 sous le titre Please Project,.

## Contenu
The Only One apparaît sur le single avec un mixage sensiblement différent que celui de l'album. En face B figure le titre inédit NY Trip.
Liste des titres
1. The Only One (Mix 13) – 3:57
2. NY Trip – 3:39

## Clip
Le clip vidéo, filmé en noir et blanc, montre simplement le groupe en train de jouer la chanson en studio,.
Les clips des trois autres singles tirés de l'album 4:13 Dream sont réalisés de la même façon. 

## Personnel
- Robert Smith - chant, guitare, claviers
- Porl Thompson - guitare
- Simon Gallup - basse
- Jason Cooper - batterie

## Classements hebdomadaires
| Classement (2008)              | Meilleure place |
| ------------------------------ | --------------- |
| Allemagne (GfK Entertainment)  | 77              |
| Australie (Kent Music Report)  | 80              |
| Écosse (OCC)                   | 10              |
| États-Unis (Alternative Songs) | 31              |
| Espagne (PROMUSICAE)           | 1               |
| France (SNEP)                  | 28              |
| Pays-Bas (Single Top 100)      | 86              |
| Royaume-Uni (UK Singles Chart) | 48              |